# Hieracium colocentrum
Hieracium colocentrum es una especie de planta con flor del género Hieracium, de la familia Asteraceae, orden Asterales.

## Distribución
Hieracium colocentrum se distribuye por Noruega.

## Taxonomía
Fue descrita científicamente por (Dahlst. ex Zahn) Notø. Fue publicada en Tromsø Mus. Aarsh. 64(4): 12 (1944).